# 가리봉 오션스 일레븐
《가리봉 오션스 일레븐》은 2005년 12월 10일에 MBC에서 방영한 베스트극장이다.

## 등장 인물

### 주요 인물
- 김창완 : 윤정남 역 - 사기꾼, 자칭 대통증권 영업이사
- 최성국 : 양진국 역 - 윤정남의 사기꾼 멤버
- 김혜옥 : 장 여사 역 - 명품보석감정소 주인

### 그 외 인물
- 박준석
- 신지수
- 이한위
- 김형종
- 박용진
- 차시원
- 심민
- 서정주